# Маскон

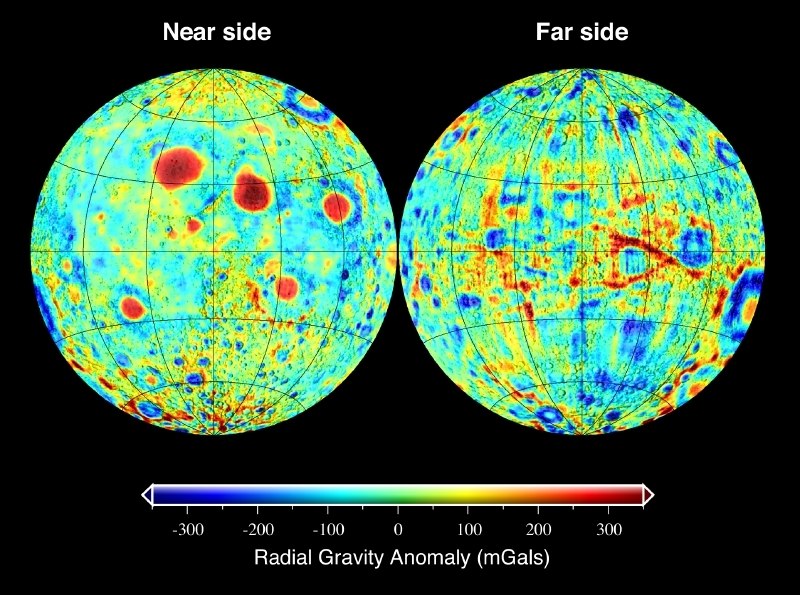
Радіальні гравітаційні аномалії на поверхні Місяця.

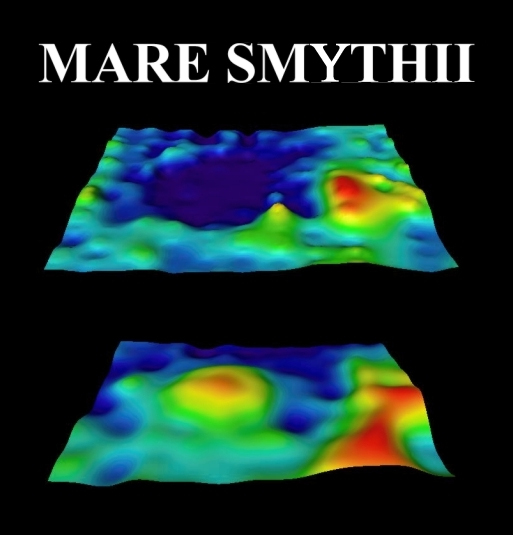
Топографічне зображення (вгорі) і гравітаційне поле Місячного Моря Сміта, що має значні Маскони.

Маскон (англ. mass concentration) — «концентрація маси») — регіон літосфери планети або природного супутника, що спричиняє позитивні гравітаційні аномалії. Маскони були виявлені й локалізовані за збуреннями руху штучних супутників Місяця. Найчастіше маскони розташовані під місячними морями округлої форми. 
Маскони виявлено також на Землі та на Марсі, однак гравітаційні аномалії на Місяці набагато більші.

## Історія відкриття
Маскони були відкриті Полом Мюллером і Вільямом Шеґреном,співробітниками Лабораторії реактивного руху NASA (англ. Jet Propulsion Laboratory) 1968, в результаті скрупульозного аналізу параметрів орбіти автоматичних станцій Lunar Orbiter. З огляду на особливу важливість програми висадження людини на Місяць, в NASA була створена спеціальна команда фахівців, що мали пояснити відхилення в траєкторії космічного апарата Lunar Orbiter, який використовувався для експериментальної перевірки розрахунків навігації пілотованих кораблів проєкту Аполлон. Відхилення орбіти перевищували розрахункові вдесятеро (2 км замість 200 м), що давало помилку в місці примісячення в 100 разів і наражало на небезпеку екіпажі. Гравітаційні збурення в полі тяжіння Місяця добре пояснювали таку поведінку штучного супутника. Вільям Волленгапт (англ. William Wollenhaupt) й Іміль Шейгессер (англ. Emil Schiesser) з центру керування польотами NASA в Г'юстоні розрахували поправку, що дозволила Аполлону-12 сісти за 160 м від своєї мети — примісячитися біля космічного апарата Сервеєр-3, що здійснив посадку за два роки до того.
Пізніше, за даними апарата Lunar Prospector (укр. Оглядач Місяця) отриманими в 1998–1999, була складена детальна мапа місячних масконів. Вони розташовані переважно під великими округлими морями: Дощів, Хмар, Ясності, Криз, Нектару, Вологості, під Східним, а також на ділянці між Затокою Спеки й Центральною Затокою.

## Походження
Існує три версії походження масконів[джерело?]:
- Мюллер та Шегрен припустили, що маскони складаються зі щільних речовин, наприклад, із нікелю й заліза, і є залишками космічних тіл, що падали на Місяць і поринули в місячні «моря». Одначе цей засновок штучний, оскільки важко припустити, що в природі існували тіла астероїдних розмірів зі заліза й нікелю.[джерело?]

- На думку американського вченого Дж. Гілваррі, маскони пов'язані з товщами осадових порід, що утворилися на місці стародавніх місячних морів (у буквальному розумінні слова). Гілваррі задовго до відкриття масконів припускав, що в перший мільярд років існування Місяця він мав гідросферу. Після випаровування води на місці морів утворилися накопичення осадових порід, середня щільність яких дорівнює 2,4 г / см³. Попри те, що щільність їхня невелика, вони створюють надлишок маси, позаяк ще до їхнього виникнення улоговини морів (утворилися, за Гілваррі, внаслідок падіння на Місяць великих тіл) зазнали ізостатичного вирівнювання відносно материків навколо.

- За найбільш поширеною теорією, запропонованою Р. Болдуіном, походження Масконів пов'язують з ударами великих космічних тіл, внаслідок чого у місячній корі створювалися велетенські виїмки багато кілометрів завглибшки. Далі почали діяти геологічні процеси. Розплавлена мантія, що перебуває під корою та має більшу щільність, видавлювала вгору дно геологічної депресії — виїмки, яка виникла внаслідок удару, утворюючи під нею лінзу з речовини піднятої мантії. Деяка частина речовини мантії проривалася у вигляді лави на поверхню й заповнювала решту цієї депресії. Таким чином, у деяких місцях місячної кори утворилися райони, де її щільність виявилася більшою, ніж в інших ділянках.